# メリーランド郡
メリーランド郡（メリーランドぐん、英語: Maryland County）は西アフリカ・リベリア共和国に15郡ある郡（county）の1つである。リベリア南東部に位置しコートジボワールと国境を接している。面積は2,296m2で人口は172,587人（2022年国勢調査）、メリーランド郡の中心地はハーパー。

## 隣接行政区画
- グランドクル郡
- リバージー郡
- 低サッサンドラ地方

## 下位行政区画
メリーランド郡には2つ地区（District）に分かれている。
- バローボ地区（Barrobo District）
- プレーボ/ソデーケン地区（Pleebo/Sodeken District）

## 歴史
1834年2月12日、アメリカのメリーランド州で解放された黒人奴隷をメリーランド州植民地化会社がこの地に入植させた事に始まる。この入植地はメリーランド・アフリカと呼ばれ、1838年にリベリアの別の所で入植地を築いていた解奴隷の黒人達は、1847年に結合してリベリア共和国を宣言して独立した。1847年のリベリア憲法ではメリーランド植民地も同国の一部とされていたが、メリーランド・アフリカはメリーランド州植民地化会社の下に残った。その後、1854年にメリーランド州植民地化会社のメリーランド・アフリカはメリーランド共和国として独立を宣言した。1857年4月25日、メリーランド共和国はリベリア共和国と統合され、メリーランド郡となった。
1984年、郡西部のクル海岸（Kru Coast）とサスタウン（Sasstown）の2地域がグランドクル郡として分立した。

## 出身人物
- ウィリアム・タブマン - 政治家、第19代リベリア大統領